# Eksistentiel psykiatri
Eksistentiel psykiatri er ifølge American Psychological Association en retning inden for psykiatrien, der er baseret på eksistentiel filosofi. Den er kendetegnet ved at tage udgangspunkt i patienternes eksistens og se dem som hele mennesker i stedet for som sygdomme. Derfor lægges der vægt på patienternes oplevelse af deres egen livssituation og deres forhold til dem selv, andre mennesker og den omgivende verden.

## Hovedtræk
Eksistentiel psykiatri er en tilgang inden for psykiatrien, der inkorporerer eksistensfilosofiske perspektiver i forståelsen og behandlingen af psykiske lidelser. Denne tilgang fokuserer på menneskets eksistens, livets mening, frihed og ansvar som centrale elementer i psykisk sundhed og lidelse.
Eksistentiel psykiatri trækker på inspiration fra filosoffer som Søren Kierkegaard, Friedrich Nietzsche og Jean-Paul Sartre. Den eksistentielle tilgang kan integreres i forskellige terapeutiske metoder og bruges til at supplere mere traditionelle psykiatriske tilgange, såsom kognitiv adfærdsterapi eller medicinsk behandling. Det handler om at se på klientens livsoplevelse og hjælpe dem med at navigere gennem de eksistentielle udfordringer, de står over for.

## Grundlag
Den eksistentielle psykiatri har et eksistensfilosofisk og fænomenologisk grundlag, og den kan betragtes som humanistisk og humanvidenskabelig. Den eksistentielle psykiatri er især inspireret af filosoffer som Søren Kierkegaard, Martin Heidegger, Edmund Husserl og Maurice Merleau-Ponty. Der lægges vægt på at betragte patienterne som hele mennesker og tage afsæt i deres subjektive oplevelser.
Retningen er beslægtet med eksistentiel terapi og eksistentiel psykologi., og den eksistentielle psykiatri bruger oftest eksistentiel terapi i behandlingen.

## Historie
Den eksistentielle psykiatri blev dels grundlagt i 1930’erne af den schweiziske psykiater Ludwig Binswanger. Binswanger var elev af Eugen Bleuler, Carl Gustav Jung og Sigmund Freud og blev en pioner i psykiatrien. Han så den eksistentielle fænomenologi som en nøgle til at forstå sine patienters subjektive erfaringer. For Binswanger involverede psykisk sygdom ændringer i den levede erfaring af tid, rum, krop, fornuft og sociale relationer. Han blev senere efterfulgt af den schweiziske psykiater Medard Boss. Han udvidede dette alternativ til den neuro- og biomedicinske tilgang til psykiatri. En tredje pioner var den franske psykiater Eugene Minkowski, der blandt andet arbejdede med skizofreni. Han havde en meget fænomenologisk tilgang og var især interesseret i den levede oplevelse af psykiske lidelser. En fjerde pioner var den østrigske læge Viktor Frankl, der i 1920’erne grundlagde logoterapien. Denne tilgang findes også i nutidens psykiatri og har fokus på mening, omend logoterapi mest har været udbredt uden for psykiatrien.
I 1960’erne voksede den eksistentielle psykiatri for alvor frem i England gennem psykiateren Ronald D. Laing. Han blev ikke mindst kendt for sin eksistentielle tilgang til skizofreni. Laing lagde vægt på, at man som psykiater må prøve at forstå patienten ved, at man sætter sig ind i dennes oplevelsesverden. Blandt Laings mest kendte patienter var Mary Barnes, der med hjælp fra Laing og hans kolleger kom sig over skizofreni og endte som en succesfuld kunstner.
I 1960’erne var der et tidsskrift på området kaldet Journal of Existential Psychiatry. Her blev også mange steder arbejdet med fx eksistentiel gruppeterapi i psykiatrien. Fra 1970’erne præsenterede den fransk-belgiske specialist Alphonse de Waelhens flere eksistensfænomenologiske værker om psykose.

## I det 21. århundrede
I det 21. århundrede hviler den eksistentielle psykiatri stadig på en eksistentielfænomenologisk psykopatologi. Således fokuseres der især på oplevelsen af psykiske lidelser inden for patientens livsverden. Den eksistentielle tilgang har dog fået en mindre betydning inden for psykiatrien, der er blevet mere biologisk orienteret over hele den vestlige verden.
Et vigtigt nyere navn er dog den tyske psykiater Thomas Fuchs. Han betoner især det kropslige aspekt i menneskets måde at være til i verden på. Her er hjernen kun et redskab for mennesket og ikke grundlaget for dets bevidsthed. Fuchs har blandt andet arbejdet sammen på området med en anden tysk psykiater, som er Jan Schlimme, der er tilknyttet universitetshospitalet i Hannover Den hollandske forsker Sanneke de Haan har ligeledes argumenteret for vigtigheden af eksistentielle dimensioner i psykiatrien.
Andre navne er den engelske psykiater Digby Tantam samt filosoffen Emmy van Deurzen, der står for en meget eksistentiel tilgang, som ikke skelner kategorisk mellem livsproblemer og psykopatologi.

## I Skandinavien
I Skandinavien har den eksistentielle tilgang haft den største udbredelse i Sverige. Her findes den eksistentielle psykiatri blandt andet inden for psykiatrisk specialsygepleje. I Stockholm findes der også eksistentielle samtalegrupper inden for psykiatrien. Perspektivet bliver desuden integreret i psykiatrien af psykologen og forskeren Valerie DeMarinis.
I Norge er den eksistentielle tilgang blandt andet en del af grundlaget for Viken Senter i Troms, som er et psykiatrisk behandlingscenter. Her findes der en særlig eksistentiel afdeling, hvor der især arbejdes med eksistentiel psykoterapi. I Norge er den eksistentielle tilgang voksende og er i forhold til andre steder mere integreret i det etablerede system.
Eksistentiel psykiatri har også haft betydelig indflydelse på dansk psykiatri gennem forskellige bevægelser og tilgange. Interessen for eksistentiel psykiatri voksede især i 1970`erne, hvor der var stort fokus på patienternes rettigheder og værdighed. Eksistentiel psykiatri er fortsat relevant i dagens Danmark, selv om eksistentiel terapi hovedsageligt praktiseres af psykologer og psykoterapeuter på forskellige private klinikker og terapicentre. Der er også fortsat interesse for eksistentiel psykiatri inden for visse pædagogiske sammenhænge samt humanistiske og psykologiske forskningsmiljøer.